# Roland Keijser
Roland Keijser (* 9. August 1944 in Mockfjärd; † 25. Januar 2019 in Uppsala) war ein schwedischer Fusion- und Jazzmusiker (Tenor- und Sopransaxophon, Klarinette, Flöte).

## Leben und Wirken
Keijser wuchs im mittelschwedischen Grängesberg auf und begann in den 1960er Jahren mit einem eigenen Jazzquartett zu arbeiten. Im September 1968 wirkte er bei einer Aufnahme der Radiojazzgruppen um Jan Johansson und Arne Domnérus (Vårdkasar) mit. Ab den 1970er Jahren spielte er vermehrt mit Musikern der Prog-Rock-Szene; es entstanden Alben mit den Bands Arbete & Fritid (mit Bengt Berger) und Blå Tåget. Ab 1975 arbeitete er mit dem Folkmusiker Anders Rosén, mit dem er schwedische Volksmusik auf dem Sopransaxophon spielte. In Dänemark gehörte er zu der Formation Sound of Flowers mit Fredrik Norén, Rune Carlsson, Bobo Stenson und Bronisław Suchanek. In seiner Musik der folgenden Zeit mischte er Jazz mit Folk, sowohl schwedischer als auch außereuropäischer Herkunft. Ab den 1990er Jahren spielte er häufig mit Musikern aus Nordafrika, der Türkei und anderen Ländern. Mit dem Saxophonisten Lars Gulliksson bildete er die Formation Kalousch.
1994 erhielt Keijser das Jan Johansson-Stipendium. 2017 wurde er mit dem Lars-Gullin-Preis ausgezeichnet.

## Diskographische Hinweise
- Anders Rosén / Roland Keijser – Forsens Låt (Hurv, 1975)
- Roland Keijser, Peter Janson, Henrik Wartel – Tallars Tal (IAM, 1990)
- Back Home Blues (Sittel, 1994, mit Anders Jormin, Anders Kjellberg, Tommy Kotter)
- Kege Snö: Keijsaren Gripen efter Strid på Barnö (Umlaut Records, 2010, mit Niklas Barnö, Joel Grip und Raymond Strid)